# Most Čínsko-korejského přátelství
Most Čínsko-korejského přátelství (čínsky v českém přepisu Čung Čchao jou-i čchiao, pchin-jinem Zhōng Cháo yǒuyì qiáo, znaky zjednodušené 中朝友谊桥, tradiční 中朝友誼橋, korejsky 조중우의교 – Čočdžung uŭikjo) je kombinovaný 940 metrů dlouhý silniční a železniční most přes řeku Amnokkang spojující město Tan-tung v provincii Liao-ning Čínské lidové republiky s městem Sinŭidžu v provincii Severní Pchjongan v Severní Koreji.
Patří mezi nejdůležitější přechody mezi Čínskou lidovou republikou a Korejskou lidově demokratickou republikou. V roce 2004 procházelo 70 % vývozu z Čínské lidové republiky do Severní Korey přes Tan-tung.
Most byl postaven Japonci v období od dubna 1937 do května 1943, kdy Japonské císařství zahrnovalo Koreu na levém břehu řeky a na pravém břehu řeky v Mandžusku mělo svůj loutkový stát Mandžukuo.
V tomto místě se nejedná o nejstarší most. Dodnes stojí zhruba 60 metrů po proudu od něj z čínské strany zbytek staršího mostu postaveného v období od května 1909 do října 1911. Během korejské války byly oba mosty v období od listopadu 1950 do února 1951 bombardovány americkými bombardéry B-29 a B-17 ve snaze odříznout Severokorejce od čínského zásobování. Opraven byl pouze novější most, starší je z čínské strany přístupný jako atrakce a na jeho konci jsou namontovány dalekohledy, kterými se mohou turisté dívat do Severní Koreje.